# Vjatjeslav Molotov
Vjatjeslav Michajlovitj Molotov (ryska: Вячесла́в Миха́йлович Мо́лотов), ursprungligen Skrjabin, född 9 mars 1890 (25 februari enligt g.s.) i Kukarka i guvernementet Vjatka, död 8 november 1986 i Moskva, var en sovjetisk kommunistisk politiker. Han var utrikesminister (folkkommissarie för utrikes ärenden) i Sovjetunionen under perioderna 1939–1949 och 1953–1956; han var även premiärminister under perioden 1930–1941. Molotovs bolsjevikpseudonym anspelar på slägga (av ryska molot), samma ord som förekommer i uttrycket "серп и молот", som brukar översättas hammaren och skäran.

## Biografi
Molotov föddes i Kukarka, en by i närheten av staden Perm. Byns namn kom senare, som många andra sovjetiska städers, att ersättas med någon av de bolsjevikiska revolutionärernas namn, och i detta fall bytte den namn till Molotov; detsamma gällde staden Perm mellan 1940 och 1957. Molotov var av adlig släkt, men växte upp under fattiga förhållanden med en alkoholiserad far.
Molotov började sin revolutionära bana 1905, och 1912 startade han tidningen Pravda tillsammans med Josef Stalin. Han blev 1906 medlem av bolsjevikpartiet och 1916 av dess centralkommitté. Han var en av Stalins mest hängivna anhängare och på dennes inrådan upptogs han 1925 i politbyrån. Allteftersom Stalins maktfullkomlighet och misstänksamhet ökade fick den lojale Molotov bekläda högre poster.
Som utrikesminister är Molotov mest känd för att tillsammans med Tysklands utrikesminister Joachim von Ribbentrop ha undertecknat den så kallade Molotov-Ribbentrop-pakten den 23 augusti 1939 i Moskva.
Molotov skrev personligen tillsammans med Stalin och andra toppledare på order om avrättning av ett stort antal personer som beskylldes vara fiender till det sovjetiska folket, oftast på grund av uppdiktade anklagelser. Molotov var också en av de politbyråmedlemmar som den 5 mars 1940 undertecknade beslutet att avrätta polska officerare i vad som blev känt som Katynmassakern.
I juni 1957 försökte Molotov avsätta Nikita Chrusjtjov från posten som generalsekreterare i kommunistpartiet. Till följd av detta uteslöts han från centralkommittén och skickades iväg till sin nya tjänst som ambassadör i Mongoliet. Senare utnämndes han till ledare för den sovjetiska representationen vid Internationella atomenergiorganet, IAEA i Wien. 1961 blev han utesluten ur partiet och pensionerades för sin kritik av Chrusjtjov. 1984 fick han åter bli medlem i kommunistpartiet efter beslut av Konstantin Tjernenko.

## Molotovcocktail
Vjatjeslav Molotov gav namn åt molotovcocktailen, ett begrepp som myntades av finländska soldater då Molotov påstod att de multipelbomber Sovjet släppte över Finland var matransoner. De finländska soldaterna började benämna dessa som "Molotovs brödkorgar" och svarade senare på detta med att kalla sina improviserade bensinbomber för molotovcocktailar.

### Fotnoter
1. ↑  Bra Böckers lexikon, 1978
2. ↑  Tomasz Mianowicz Die Sowjetmorde von Katyn, Charkow und Twer im April 1940 in Seidler/Zayas (Hrsg.) "Kriegsverbrechen in Europa und im Nahen Osten im 20. Jahrhundert", Mittler Verlag 2002. ISBN 3-8132-0702-1
3. ↑  ”QI - Molotov - Finland”. https://www.youtube.com/watch?v=eibClUBFTBM.

### Webbkällor
- Woodrow Wilson International Center for Scholars, Foreign Policy Correspondence Between Stalin and Molotov And Other Politburo Members, September 1945-December 1946, sidan 25